# Virtus Eirene Ragusa 2009-2010
La stagione 2009-2010 della Virtus Eirene Ragusa è stata la prima disputata in Serie A2 femminile, nonché il ritorno di una società ragusana nel secondo livello del basket femminile tre anni dopo la retrocessione della Cestistica.

## Stagione
Sponsorizzata dalla Passalacqua Spedizioni, la società ragusana si è classificata all'undicesimo posto in A2 e ha partecipato ai play-off, in cui è stata eliminata dalla Calabra Maceri Rende.

## Rosa
| Giocatrici |
| ---------- |

| N° | Naz.                | Ruolo | Sportivo                | Anno | Alt. |  |
| -- | ------------------- | ----- | ----------------------- | ---- | ---- |  |
| 4  | Italia (bandiera)   | PG    | Angelica Drago          | 1977 | 170  |  |
| 7  | Italia (bandiera)   | A     | Federica Fazio          | 1984 | 175  |  |
| 8  | Italia (bandiera)   | C     | Felicita Zerella        | 1983 | 184  |  |
| 9  | Italia (bandiera)   | G     | Lucia Cabibbo           | 1980 | 175  |  |
| 10 | Italia (bandiera)   | G     | Claudia Licitra         | 1985 | 172  |  |
| 11 | Italia (bandiera)   | A     | Ilenia Tummino          | 1991 | 173  |  |
| 14 | Italia (bandiera)   | P     | Chiara Perfetti         | 1979 | 173  |  |
| 15 | Italia (bandiera)   | G     | Alessandra Padua        | 1991 | 172  |  |
| 16 | Italia (bandiera)   | G     | Veronica Minardi        | 1992 | 175  |  |
| 19 | Bulgaria (bandiera) | C     | Margarita Ilieva        | 1988 | 189  |  |
| 20 | Italia (bandiera)   | A     | Elisabetta Linguaglossa | 1987 | 185  |  |
| 21 | Italia (bandiera)   | G     | Federica Mazzone        | 1983 | 176  |  |
|    | Italia (bandiera)   |       | Alessandra Cutrone      | 1994 |      |  |
|    | Italia (bandiera)   | P     | Marta Antoci            | 1992 | 170  |  |
|    | Italia (bandiera)   | G     | Erika Silipo            | 1984 | 178  |  |
|    | Italia (bandiera)   |       | Cristina Cutrone        | 1990 |      |  |

| Staff tecnico                                                       |
| ------------------------------------------------------------------- |
| Allenatore: Aldo Leggio, dal 7/12/2009 Emanuele Sgarlata            |
| Vice Allenatore: Emanuele Sgarlata, dal 7/12/2009 Maurizio Ferrara  |
| Preparatore atletico: Aldo Leggio, dal 7/12/2009 Giuseppe Bocchieri |
| Fisioterapista: dal 7/12/2009 Simone Cocchiara                      |
| Addetto statistiche: Vincenzo Cascone                               |
| Addetto agli arbitri: Rita Guastella                                |

| Giocatrici acquisite a stagione in corso |
| ---------------------------------------- |

| N° | Naz.                | Ruolo | Sportivo                            | Anno | Alt. |  |
| -- | ------------------- | ----- | ----------------------------------- | ---- | ---- |  |
|    | Italia (bandiera)   | P     | Giada Ballardini (dal 20 gennaio)   | 1986 | 172  |  |
| 6  | Italia (bandiera)   | G     | Francesca Mannucci (dal 13 gen.)    | 1977 | 172  |  |
| 18 | Lituania (bandiera) | C     | Laima Rickevičiūtė (dal 20 gennaio) | 1988 | 188  |  |

| Giocatrici cedute a stagione in corso |
| ------------------------------------- |

| N° | Naz.              | Ruolo | Sportivo                           | Anno | Alt. |  |
| -- | ----------------- | ----- | ---------------------------------- | ---- | ---- |  |
|    | Italia (bandiera) | P     | Vanesa Avaro (fino al 13 dicembre) | 1972 | 176  |  |

Scheda su LegABasketFemminile.it

## Dirigenza
La dirigenza è composta da:
- Presidente: Gianstefano Passalacqua
- Vicepresidente: Davide Passalacqua
- General Manager: Emanuele Sgarlata
- Segretario: Raffaele Carnemolla
- Dirigente accompagnatore: Giovanni Carbone
- Dirigente responsabile: Salvatore Padua
- Addetto stampa: Maurizio Antoci
- Addetto marketing e logistica: Sebastiano Cutrone